# Nagy vörös szirtinyúl
A nagy vörös szirtinyúl (Pronolagus crassicaudatus) az emlősök (Mammalia) osztályának a nyúlalakúak (Lagomorpha) rendjébe, ezen belül a nyúlfélék (Leporidae) családjába tartozó faj.

## Előfordulása
A Dél-afrikai Köztársaság, Lesotho, Szváziföld és Mozambik területén honos.

## Alfajai
- Pronolagus crassicaudatus crassicaudatus
- Pronolagus crassicaudatus ruddi